# Barbara Ling
Barbara Ling (4 augustus 1952) is een Amerikaans decorontwerper.
Ling studeerde politicologie aan de Universiteit van Californië - Los Angeles, maar koos toch voor een meer kunstzinnig beroep. Begin jaren 1980 begon ze als lichttechnicus bij Paul Reubens, en in 1986 ontwierp ze haar eerste filmset bij de film True Stories. Ook de filmset van Batman Forever, Batman & Robin en Less Than Zero werd door haar ontworpen.
In 2019 ontving ze samen met Nancy Haigh een Oscar voor ontwerp van de set van Once Upon a Time in Hollywood. Tevens kregen ze samen de 25e Critics' Choice Awards uitgereikt. De filmset werd ook genomineerd voor de 24e Satellite Awards, maar deze prijs werd niet verkregen.
- Gemeinsame Normdatei: 1153717174
- International Standard Name Identifier: 0000 0000 5145 2745
- Library of Congress Control Number: no2008130023
- Nationale Bibliotheek van Israël: 987009445082105171
- Virtual International Authority File: 41661011
- WorldCat: E39PBJqQCd7hH6kfwghyqv8DMP